# Gene Hartley
Leslie „Gene“ Hartley (* 28. Januar 1926 in Roanoke, Indiana; † 13. März 1993 ebenda) war ein US-amerikanischer Autorennfahrer.

## Karriere
Gene Hartley war der Sohn des Midget-Car-Rennfahrers Ted Hartley und gewann 1959 die USAC-National-Midget-Serie. Er fuhr in den 1950er- und 1960er-Jahren in 32 Rennen der AAA-National-Serie, die später USAC-Meisterschaft hieß. Seine beste Platzierung erreichte er 1956 in Langhorne als Zweiter.
Bei den 500 Meilen von Indianapolis war er zehn Mal am Start. Seine beste Platzierung war der zehnte Rang 1957 in einem Lesovsky-Offenhauser. 1953 konnte er zusammen mit Tony Bettenhausen den neunten Platz belegen, wobei Bettenhausen rund drei Viertel der Distanz fuhr.
Da seine aktive Zeit als Fahrer in Indianapolis fast deckungsgleich mit der Wertung des Rennens für die Fahrerweltmeisterschaft ist, zählen acht seiner zehn Indianapolis-Starts auch als Grand-Prix-Starts.

## Statistik

### Indy-500-Ergebnisse
| Jahr | Startnr. | Start | Qual (km/h) | Ergebnis | Runden | Führung | Ausfall                                       |
| ---- | -------- | ----- | ----------- | -------- | ------ | ------- | --------------------------------------------- |
| 1950 | 75       | 31    | 207,925     | 16       | 128    | 0       |                                               |
| 1952 | 67       | 18    | 216,180     | 28       | 65     | 0       | Auspuff                                       |
| 1953 | 41       | 13    | 220,879     | 28       | 53     | 0       | Unfall                                        |
| 1953 | 98       |       |             | 93       | 37     | 0       | fuhr Bettenhausens Wagen; Rd. 160–196; Unfall |
| 1954 | 31       | 17    | 224,644     | 232      | 151    | 0       | Übergabe an Teague                            |
| 1955 | 28       | DNQ   |             |          |        |         |                                               |
| 1956 | 82       | 22    | 229,858     | 11       | 196    | 0       |                                               |
| 1957 | 22       | 14    | 227,332     | 10       | 200    | 0       |                                               |
| 1958 | 24       | DNQ   |             |          |        |         |                                               |
| 1959 | 88       | 9     | 231,033     | 11       | 200    | 0       |                                               |
| 1960 | 48       | 24    | 231,548     | 14       | 196    | 0       |                                               |
| 1961 | 28       | 15    | 233,028     | 11       | 198    | 0       |                                               |
| 1962 | 88       | 20    | 236,488     | 272      | 23     | 0       | Übergabe an Cheesbourg                        |

| Legende  | Legende            | Legende                                                          |
| Farbe    | Abkürzung          | Bedeutung                                                        |
| -------- | ------------------ | ---------------------------------------------------------------- |
| Gold     | –                  | Sieg                                                             |
| Silber   | –                  | 2. Platz                                                         |
| Bronze   | –                  | 3. Platz                                                         |
| Grün     | –                  | Platzierung in den Punkten                                       |
| Blau     | –                  | Klassifiziert außerhalb der Punkteränge                          |
| Violett  | DNF                | Rennen nicht beendet (did not finish)                            |
| Violett  | NC                 | nicht klassifiziert (not classified)                             |
| Rot      | DNQ                | nicht qualifiziert (did not qualify)                             |
| Rot      | DNPQ               | in Vorqualifikation gescheitert (did not pre-qualify)            |
| Schwarz  | DSQ                | disqualifiziert (disqualified)                                   |
| Weiß     | DNS                | nicht am Start (did not start)                                   |
| Weiß     | WD                 | zurückgezogen (withdrawn)                                        |
| Hellblau | PO                 | nur am Training teilgenommen (practiced only)                    |
| Hellblau | TD                 | Freitags-Testfahrer (test driver)                                |
| ohne     | DNP                | nicht am Training teilgenommen (did not practice)                |
| ohne     | INJ                | verletzt oder krank (injured)                                    |
| ohne     | EX                 | ausgeschlossen (excluded)                                        |
| ohne     | DNA                | nicht erschienen (did not arrive)                                |
| ohne     | C                  | Rennen abgesagt (cancelled)                                      |
| ohne     | keine WM-Teilnahme |                                                                  |
| sonstige | P/fett             | Pole-Position                                                    |
| sonstige | 1/2/3/4/5/6/7/8    | Punktplatzierung im Sprint-/Qualifikationsrennen                 |
| sonstige | SR/kursiv          | Schnellste Rennrunde                                             |
| sonstige | *                  | nicht im Ziel, aufgrund der zurückgelegten Distanz aber gewertet |
| sonstige | ()                 | Streichresultate                                                 |
| sonstige | unterstrichen      | Führender in der Gesamtwertung                                   |